# Bank (financiële instelling)

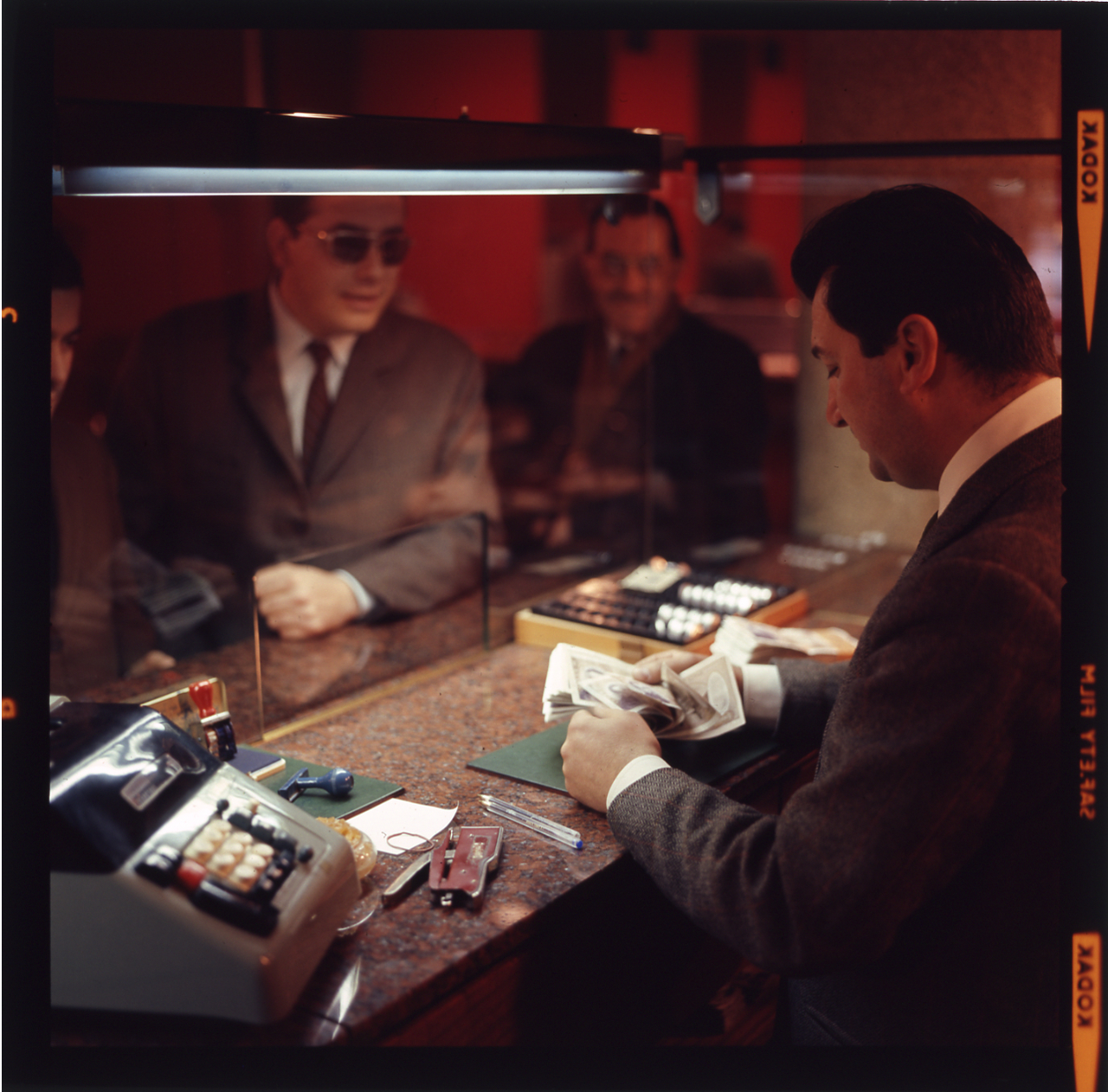
Een bank in Italië, 1970

Een commerciële bank of kredietinstelling (ook secundaire bank genoemd) is een financieel instituut met een lopende rekening bij een centrale bank. Een centrale bank treedt op als bank voor commerciële banken en debiteert vervolgens hun lopende rekeningen. Het systeem resulteert in seigneuriage-inkomsten voor een centrale bank.
Het hoofddoel van commerciële banken zijn o.a. in bewaring nemen van het geld, leningen verschaffen, het betalingsverkeer controleren en diverse dienstverleningen aan te bieden.
De omzet wordt gegenereerd doordat commerciële banken telkens nieuwe leningen verstrekken waardoor geldschepping ontstaat in de vorm van intern geld of giraal geld; hieraan wordt dan een rente gekoppeld. Telkens wanneer een deel van een lening wordt terugbetaald ontstaat er geldvernietiging binnen de private economie, omdat het werd terugbetaald met maatschappelijke geldhoeveelheid. Andere bronnen van inkomsten zijn financieel adviezen en provisies op financiële transacties.

## Geschiedenis
Bankieren in de moderne zin van het woord vindt zijn oorsprong in de middeleeuwen en de vroege renaissance in Italië. De eerste banken ontstonden rondom de rijke steden in het noorden, zoals Florence, Lucca, Siena, Venetië en Genua. De families Bardi en Peruzzi domineerden het bankieren vanuit het 14e-eeuwse Florence, vestigingen oprichtend in vele andere delen van Europa. Een van de beroemdste Italiaanse banken was de Banco Medici (1397). De vroegste bekende staatsbank, de Banco di San Giorgio (Bank van St. George), werd opgericht in 1407 in Genua, Italië.
De oudste nog bestaande bank is de Monte dei Paschi di Siena, die sinds 1472 onophoudelijk actief is. Nummer twee en drie zijn de Duitse Berenberg Bank van Hamburg (1590) en de Zweedse Sveriges Riksbank (1668).

## Activiteiten

### Algemeen
Banken houden zich bezig met het aantrekken van spaargelden, het verstrekken van kredieten aan personen en ondernemingen, verzorgen van betalingsverkeer voor hun klanten, de handel in vreemde valuta, het voor ondernemingen en overheden plaatsen van emissies van obligaties en aandelen, met de handel in effecten voor eigen rekening met vermogensbeheer voor derden (particulieren en institutionele beleggers), met het bewaren van effecten voor derden (custodian), en met het afhandelen van financiële transacties op de beurs (clearing en settlement). Banken zijn actief op zowel de geldmarkt als de kapitaalmarkt. Tevens worden adviezen gegeven op deze gebieden, en wordt research gepubliceerd op macro- en micro-economisch gebied.

#### Rentemargebedrijf
Het aantrekken en uitlenen van gelden wordt ook wel het rentemargebedrijf genoemd. Het aangetrokken geld wordt als kredieten uitgezet. De bank neemt hierbij het risico dat de kredieten niet of niet volledig worden terugbetaald voor zijn rekening. Voor deze diensten en het kredietrisico ontvangt de bank een vergoeding, het verschil wat zij betaalt op spaargeld en wat zij ontvangt op een verstrekt krediet. Dit verschil wordt de rentemarge genoemd en is een belangrijke bron van inkomsten voor de bank. Deze inkomsten zijn dus een functie van het renteverschil, maar ook van de omvang van de balans. Op de passiefzijde van de balans staan de aangetrokken gelden en aan de actiefzijde de kredieten die zijn verstrekt.

#### Provisiebedrijf
De andere diensten zoals het betalingsverkeer, omwisselen van vreemde valuta en bemiddeling bij de aan- en verkoop van effecten treedt de bank op als bemiddelaar. Voor deze diensten ontvangt de bank commissie of provisie. Het risico voor deze diensten zijn voor de bank beperkt.

### Banktypen
Banken voeren een veelheid van transacties uit voor hun klanten. Sommige banken zijn gespecialiseerd, andere banken spelen mee op verschillende terreinen. Een onderscheid naar verschillende typen banken is hieronder gemaakt, de categorisering is niet allesomvattend en de categorieën zijn niet onderling uitsluitend. De naamgeving van de typen is vaak in het Engels, algemeen geaccepteerde termen ervoor in het Nederlands zijn lang niet altijd voorhanden.
- Algemene oftewel universele banken 
De meeste grote banken in Europa en Nederland hebben traditioneel als universele banken gefunctioneerd, die consumentenbankieren met zakenbankieren combineren. Om een hogere rentabiliteit te behalen werd er vanaf de jaren negentig bij veel banken meer nadruk gelegd op de zakenbankactiviteiten. Omdat tijdens de kredietcrisis bleek dat het risicovolle zakenbankieren een gevaar op kon leveren voor de consumentenactiviteiten (spaargelden) van dezelfde banken, is op verschillende bestuurlijke niveaus voorgesteld om de gecombineerde banken op te splitsen in een zakendeel en een consumentendeel.
- Consumentenbank (ook: nutsbank) 
Consumentenbanken richten zich op dienstverlening aan particulieren door middel van het mogelijk maken van betalingsverkeer, sparen en kredietverstrekking. Omdat betalen, sparen en lenen worden gezien als maatschappelijk noodzakelijke (nuttige) activiteiten, worden deze banken ook wel nutsbanken genoemd.
- Zakenbank 
De zakenbanken, ofwel investeringbanken, voeren voor bedrijven de plaatsing van aandelen en obligaties op een effectenbeurs uit. Ze spelen ook een actieve rol in het fuseren en in het opsplitsen van bedrijven. Zakenbanken handelen daarnaast, veelal op risicovolle wijze, voor eigen rekening. Bekende voorbeelden zijn Goldman Sachs in de Verenigde Staten of Nomura Securities in Japan.
- Private bank 
Deze bank is voor vermogenden. Bij de meeste van deze banken geldt dat er pas een rekening kan worden geopend wanneer er een minimumbedrag (vaak vanaf 100.000 euro) gestort wordt. Enkele voorbeelden zijn Van Lanschot Bank en het Zwitserse UBS.
- Offshorebank 
Een offshorebank is een bank die kantoor houdt op een plek waar de belastingdruk en/of de regeldruk het laagst is. Bekende plaatsen waar dit type banken gevestigd is zijn: Zwitserland, de Kanaaleilanden en de Kaaimaneilanden.
- Commercial bank 
 Commercial bank was vroeger de term die gebruikt werd om een gewone bank te onderscheiden van een zakenbank. Tegenwoordig is dat onderscheid niet meer van belang, zakenbanken en retailbanken kunnen in één concern verenigd zijn. De term wordt dan wel gebruikt om intern onderscheid te maken tussen de verschillende activiteiten: aan de ene kant consumentenbankieren en aan de andere kant commercial banking of wholesale banking voor bedrijven.
- Ondernemersbank 
 Dit bankmodel is opgezet voor en door ondernemers. Ondernemers financieren vanuit eigen middelen en uit middelen van mede-ondernemers andere MKB-bedrijven. In samenwerking met een participatiemaatschappij kan op deze manier financiering aangeboden worden in de vorm van eigen en vreemd vermogen. Naast de financiering wordt de MKB-ondernemer ook, door andere ondernemers, gemonitord en begeleid.

## Organisatie
Binnen een bank kunnen belangenverstrengelingen voorkomen, voortvloeiende uit niet-algemene kennis die die bank heeft. Een voorbeeld is de situatie dat bij een kredietafdeling kennis aanwezig is omtrent financiële moeilijkheden van een relatie: de effectenafdeling zou hiervan gebruik kunnen maken door aandelen in of obligaties ten laste van die relatie te verkopen voordat dergelijk nieuws elders bekend is. Om dit te voorkomen zijn binnen een bank organisatorische scheidingen aangebracht, bekend als "Chinese walls". Dergelijke scheidingen zijn vaak ook fysiek doorgevoerd, doordat de betrokken afdelingen op verschillende verdiepingen of locaties zijn gehuisvest.

## Toezicht
De rol van het bankwezen in de economie is zeer groot en een eventueel faillissement van een grote bank kan een zeer nadelige invloed hebben op de algehele economie. Spaarders brengen het geld naar de bank als ze er vertrouwen in hebben dat het geld er veilig staat en opgevraagd kan worden als de spaarder daar behoefte aan heeft. Het is belangrijk dat het publiek een breed vertrouwen heeft in de banken en het toezicht geeft als belangrijkste taak dit vertrouwen in stand te houden. Voor het uitoefenen van het bankbedrijf heeft een onderneming een vergunning nodig van de toezichthouder van het land van vestiging. 
Het toezicht richt zich op veel facetten, zoals
- integriteit, zijn de bestuurders bekwaam en doen de banken genoeg om financieel-economische criminaliteit tegen te gaan;
- gedrag, opereren de banken ordelijk en transparant in de markt, en behandelen ze hun klanten goed;
- prudentieel, het toezicht dat zich richt of partijen op de financiële markten aan hun financiële verplichtingen kunnen voldoen.

### Prudentieel toezicht
Het toezicht richt zich vooral op de solvabiliteit, is de bank in staat om eventuele verliezen op risico's op te vangen. Hiervoor worden aan de bank kapitaaleisen gesteld, deze betreffen - grof gezegd - het percentage eigen vermogen ten opzichte van de kredieten die zijn verstrekt. Het eigen vermogen van een bank is de "buffer" voor het opvangen van eventuele verliezen. Deze "buffer" kan bestaan uit eigen vermogen (aandelenkapitaal en ingehouden winst) en, met bepaalde restricties, uit achtergestelde leningen. Zie ook New Capital Adequacy Framework. Wanneer verliezen op de debiteurenportefeuille (voornamelijk leningen aan consumenten en bedrijven) plaatsvinden dan wordt deze verliezen in mindering gebracht op buffer waardoor het eigen vermogen daalt. Op het moment dat de volledige buffer is afgeschreven dan worden de verplichtingen van de bank (vreemd vermogen) groter dan de middelen waarmee deze betaald kunnen worden (activa) en is de bank technisch failliet.
De gestelde kapitaaleisen variëren over de tijd. Naar aanleiding van de kredietcrisis, toen de risico's hoger uitkwamen dan verwacht,  stelden de gezamenlijke centrale bankiers in 2010 voor om te komen tot een forse verhoging van de vereiste kapitaalbuffer op de balans van banken. Grote banken kregen verder zwaardere kapitaaleisen dan kleinere banken, en voor de zogenaamde systeembanken zijn de eisen het hoogst.
Een systeembank of systeemrelevante bank is een bank waarvan een mogelijk faillissement de potentie heeft om de rest van het financiële systeem en de reële economie ernstige schade te berokkenen. In Nederland zijn dit ING Bank, Rabobank, ABN AMRO en de Volksbank. In december 2015 is Bank Nederlandse Gemeenten (BNG) ook bestempeld als systeembank. Voor BNG en de Volksbank geldt een extra buffer van 1% van de risico gewogen bezittingen en de drie grootbanken moeten 3% extra kapitaal aanhouden.
ING Bank is de enige Nederlandse bank die aangemerkt wordt als een wereldwijde systeembank. Dit is opgenomen in een lijst van de Financial Stability Board (FSB), de organisatie die de hervorming van het internationale bankentoezicht coördineert. Er staan geen Belgische banken op deze lijst.

### Toezichthouders
In de meeste landen is dit de centrale bank. In Nederland is dit de De Nederlandsche Bank (DNB), in België de Nationale Bank van België (de NBB). Uiteraard houdt deze toezichthouder constant toezicht op de bedrijfsvoering: om de financiële soliditeit van het bankwezen te waarborgen dienen banken te voldoen aan solvabiliteitseisen zoals die zijn opgesteld in het verband van de Bank for International Settlements.
Ten tijde van de Kredietcrisis werd door vele partijen geconstateerd dat het toezicht op de banken had gefaald. In 2009 werd begonnen met een versterking van het toezicht. Een probleem hierbij is het feit dat vele banken mondiaal opereren, terwijl het toezicht nog vooral nationaal georganiseerd is. Ter oplossing hiervan wordt onder andere aangedrongen op een betere samenwerking tussen nationale toezichthouders en een rol voor de Europese centrale bank (ECB) bij het toezicht.
De 110 grote Europese banken, die samen meer dan 80% van alle bankactiva in Europa in handen hebben, staan onder direct toezicht van de ECB. De kleinere banken blijven onder het toezicht van nationale toezichthouder staan. Onder het Europese toezicht vallen de volgende zeven Nederlandse banken: ING, Rabobank, ABN AMRO, De Volksbank, Bank Nederlandse Gemeenten, Nederlandse Waterschapsbank en Leaseplan. Voor België zijn dit Belfius, Crelan, KBC en Argenta. De ECB en nationale toezichthouders werken nauw samen in het bankentoezicht.

## Faillissementen
Ondanks het toezicht, is dit geen garantie dat het altijd goed zal gaan. Faillissementen van banken zijn in Europa tamelijk zeldzaam. In Nederland zijn onder andere Mendelssohn & Co. (Amsterdam) (1939), Teixeira de Mattos (1966), Tilburgsche Hypotheekbank (1982), Van der Hoop Bankiers (2006), Indover Bank (2008), DSB Bank (2009) failliet gegaan. Andere banken konden nog gered worden door grotere banken, zoals de Westland Utrecht Hypotheekbank (WUH) werd van de ondergang gered door de ING-bank, Slavenburg's Bank werd gered door het Franse Crédit Lyonnais en de Friesland Bank werd gered door de Rabobank in 2012.
De Belgisch/Nederlandse financiële bank-verzekeraar Fortis kwam in grote financiële problemen in 2008 en werd genationaliseerd. In België kwam Dexia in 2011 zwaar in de problemen als gevolg van de Europese staatsschuldencrisis en werd in datzelfde jaar ontmanteld. Het gezonde onderdeel Belfius kwam in oktober 2011 in handen van de Federale Participatie- en Investeringsmaatschappij en werd in feite genationaliseerd.
De kredietcrisis van 2008 en 2009 werd een bankencrisis. Onder andere door de waardevermindering van leningen kwam de solvabiliteit van banken in gevaar en sommige gingen zelfs failliet, de financiële markten verloren hun hun vertrouwen in de banken. De banken leenden minder geld uit, niet aan klanten maar ook niet aan andere banken met een tekort aan krediet tot gevolg. In reactie op deze crisis leenden overheden wereldwijd miljarden aan banken om de bankencrisis te bezweren. 
Mede in reactie op de kredietcrisis hebben de Nederlandse banken bij wijze van zelfregulering een gedragscode voor banken (Code banken) opgesteld, die op 1 januari 2010 in werking is getreden. De code bevatte de principes voor goed bestuur en een beheerst beloningsbeleid, die zouden moeten zorgen voor meer transparantie en minder risico, en uiteindelijk een herstel van het vertrouwen in de Nederlandse bancaire sector moesten teweegbrengen.

## Depositogarantiestelsel
Om het vertrouwen in de banken te versterken en te behouden is er naast de kapitaaleisen ook nog een schaderegeling voor spaarders. Voor een nader genoemd bedrag is de spaarder altijd verzekerd dat zijn spaargeld snel terugkomt ook in het ergste geval van een faillissement van de bank. Het depositogarantiestelsel zorgt ervoor dat rekeninghouders snel toegang hebben tot hun geld en niet hoeven te wachten op de afwikkeling van de failliete bank, een proces wat jaren kan duren. Hiermee wordt de economische stabiliteit versterkt.
In Nederland zijn tegoeden van particuliere rekeninghouders op een betaal- of spaarrekening tot maximaal € 100.000 per persoon per bank gegarandeerd bij een faillissement. In België is een soortgelijke regeling van toepassing. Deze regeling wordt uitgevoerd door het Garantiefonds voor financiële diensten en het Beschermingsfonds.
Sinds 1994 is er een Europese richtlijn (94/19/EG) inzake depositogarantiestelsels. Een nieuwe richtlijn (2009/14/EG) van maart 2009 bepaalt dat het gegarandeerde bedrag in de lidstaten minimaal € 50.000 en maximaal € 100.000 bedraagt. Met ingang van 2011 is het gegarandeerde bedrag in alle lidstaten € 100.000.

## Beoordeling van banken en andere financiële instellingen
Om onder andere de kredietwaardigheid van onder andere banken en andere financiële instellingen te beoordelen (ratings), hanteren Standard & Poor's en Moody's bepaalde indelingen. Een daarvan is die van AAA (triple A = beste), AA, A, BBB, BB, B, CCC, CC en C. Hoe hoger een bank wordt gewaardeerd, des te beter is haar kredietwaardigheid. Dit is onder andere van invloed op het interestpercentage dat aan obligatiehouders betaald dient te worden. Hoe hoger de waardering, hoe lager dit interestpercentage.

## Europees paspoort
Banken uit de Europese Economische Ruimte mogen op grond van hun vergunning in hun land van herkomst actief zijn in andere lidstaten. Die banken hebben een zogenaamd Europees paspoort.